# Phượng khấu
Phượng khấu (chữ Nho:鳳釦, tiếng Anh: The Emperor's Gift) là một bộ phim dã sử cổ trang Việt Nam, do Huỳnh Tuấn Anh đạo diễn, phát hành độc quyền trên ứng dụng POPS từ ngày 5 tháng 3 năm 2020.

## Tổng quan
Phượng Khấu dự kiến có 3 phần, phần 1 đóng máy tháng 1 năm 2020. Tên phim "Phượng khấu" mang ý nghĩa "chiếc cúc áo chạm hình chim phượng, cài lên hai vạt áo nhật bình", được đặt dựa trên một câu chuyện truyền miệng liên quan đến Nhân Tuyên Hoàng thái hậu và hai bà Phạm Thị Hằng, Nguyễn Thị Nhậm khi còn là phủ thiếp của Trường Khánh công. Ngay từ khi họp báo đầu tiên diễn ra, phim Phượng khấu đã gây được sự chú ý khi đây là bộ phim cung đấu Việt Nam đầu tiên và mạnh tay đầu tư khoảng phục trang.
Tập đầu phát hành miễn phí trên ứng dụng POPS (VOD) ngày 5 tháng 3 năm 2020, mỗi tuần 1 tập vào mỗi thứ 5 hàng tuần. Trong ngày đầu tiên phát sóng, bộ phim đã ghi nhận lượng truy cập cao gấp 7 lần lượng truy cập thông thường vào ứng dụng POPS. Tuy nhiên, chỉ sau vài tập, phim bắt đầu nhận được những phản hồi không tích cực từ tác giả. Đến khi kết thúc mùa 1, bộ phim lại càng nhận được nhiều chỉ trích, ý kiến trái chiều, liên quan đến nhiều vụ lùm xùm trên công luận. Cuối năm 2020, Phượng khấu lọt vào top 10 những bộ phim live-action, phim dài tập, chương trình... đáng xem nhất năm 2020 ở khu vực Đông Á và Đông Nam Á do trang NME (của Anh) đã tổng hợp. Giữa năm 2021, bộ phim đã được mời tham dự Asia Contents Awards 2021.

## Nội dung
Truyện phim xoay quanh cuộc đời của Phạm Hiệu Nguyệt (dựa trên nguyên mẫu Nghi Thiên Chương Hoàng hậu). Khi trở thành Phủ thiếp của Hoàng tử trưởng Miên Tông, Hiệu Nguyệt có được vô vàn sự yêu thương, sủng ái, đồng thời cũng nhận lấy những ganh ghét, đố kỵ. Sau cái chết của con gái Uyên Ý, Hiệu Nguyệt dần nhận ra sự bạc bẽo, ích kỷ của những con người trong hoàng tộc. Sau khi trở thành một phi tần của Hoàng đế, Hiệu Nguyệt vẫn tìm cách tránh xa những âm mưu đen tối, giữ cho mình bản tính thiện lương, chú tâm dạy dỗ hai con Tĩnh Hảo, Hồng Nhậm. Nhưng những âm mưu đen tối kia vẫn không buông lấy Hiệu Nguyệt, khiến bà phải đứng lên, học cách tự bảo vệ mình. Đến cuối cùng, Hiệu Nguyệt vượt qua mọi sự ganh ghét trong chốn cung đình, đưa con trai Hồng Nhậm lên ngôi Hoàng đế, trở thành người phụ nữ quyền uy nhất triều Nguyễn trong hơn 60 năm.

### Phần 1
- Tập 1

Năm 1841, Hoàng đế Minh Mạng vừa băng hà, di chiếu truyền ngôi cho Hoàng trưởng tử Trường Khánh công Miên Tông. Kể từ đây cũng bắt đầu bảy năm sóng gió với nhiều cuộc tranh đoạt ngôi vị chốn hậu cung.
- Tập 2

Di chiếu nhiều uẩn khúc, không cam tâm thất thế, tiên triều Hiền phi Ngô Ngọc Kiều quyết phải trở thành Hoàng thái phi, luôn tỏ ra đối đầu với Nhân Tuyên Thái hoàng thái hậu. Hiền phi tìm cách xin tân đế Thiệu Trị thả bà Tiệp dư Nguyễn Diệp Bửu đang bị giam Diên Hy đường, hòng lấy ân nghĩa để lôi kéo Tiệp dư đứng về phía mình.
- Tập 3

Cung tần Đoàn viên vừa sinh được hoàng tử Hồng Thụ, do Phương Nhậm xén bớt vải may áo cho Hoàng tử nên bị Thiệu Trị quở mắng, không cho quản Thượng y. Lại thêm chuyện năm xưa, Hiền phi Ngọc Kiều can thiệp khiến Trắc cơ Phương Nhậm không được nhận chiếc cúc phượng từ tay Trường Khánh công Miên Tông nên Phương Nhậm đâm ra thù ghét Hiền phi. Thù cũ hận mới, Phương Nhậm cùng Nhân Tuyên Thái hoàng thái hậu lật đổ mưu đồ trở thành Hoàng thái phi của bà Ngọc Kiều, đồng thời gián tiếp hạ bệ Nguyên cơ Hiệu Nguyệt. Yên tiệc tối đó vừa xong, hỏa hoạn xảy ra ở vườn Thiệu Phương, Hoàng tử Hồng Thụ chết ngạt trong đám cháy khiến Đoàn Viên trở nên loạn trí. Hiệu Nguyệt đến xin minh oan cho mẹ con Hiền phi khiến Hoàng đế tức giận.
- Tập 4

Hiền phi Ngọc Kiều một lần nữa dấy loạn triều chính nhằm mưu cầu địa vị Thái phi. Tiệp dư Diệp Bửu, nay đã theo phe bà Nhân Tuyên, tố cáo Hiền phi âm mưu làm phản. Do không có chứng cứ minh oan, Hiền phi và Phú Bình công Miên Áo, con trai bà, đều bị tống giam. Hiền phi vì thương con nên đành nhận tội. Vua xuống dụ cho bà phải lên Hiếu Lăng lo nhang khói cho tiên đế Minh Mạng, còn Miên Áo bị lưu đày. Đêm trước khi lên Hiếu Lăng, Nguyên cơ Hiệu Nguyệt đến thăm Hiền phi Ngọc Kiều, nhưng vô tình bị Hiền phi nghĩ là người khiến mình phải chịu hàm oan. Vừa khi Hiệu Nguyệt rời đi, Thái hoàng thái hậu cũng đến ban cho Hiền phi hai thỏi vàng như lời của tiên đế năm xưa.
- Tập 5

Bà Hiền phi qua đời không lâu sau đó, tay nắm chặt 2 nén vàng mà Nhân Tuyên ban cho. Sự ra đi của mẹ con bà phi Hiền vẫn luôn là nỗi day dứt trong lòng Hiệu Nguyệt vì bà đã không kịp ra tay cứu giúp người ơn. Năm đó, vua chuẩn bị đi tuần phương Bắc, Hoàng nhị tử Hồng Nhậm xin phụ hoàng cho được đi theo. Trong hậu cung cũng bắt đầu xuất hiện những mâu thuẫn mới khi các Hoàng tử nhen nhóm ý định tranh giành quyền lực. Tĩnh Hảo trong một lần đã dẫn An Duyên, con gái của Hình bộ Thượng thư Võ Xuân Cẩn, đến gặp Hồng Nhậm, mối lương duyên của họ bắt đầu từ đó.
- Tập 6

Hoàng đế Bắc tuần, Hoàng trưởng tử Hồng Bảo ở lại kinh, được giao gánh vác việc triều cương trong lúc Vua vắng mặt. Vốn tính ham chơi lêu lỏng, đam mê tửu sắc, Hồng Bảo lơ là triều chính khiến bá quan ca thán. Thái hoàng thái hậu muốn chọn An Duyên gả cho Hồng Bảo, nên đã đem sính lễ đến phủ của Võ Xuân Cẩn, nhưng ông đem trả lại, lấy cớ từ chối bà Nhân Tuyên. Nữ quan Thị Loan được sai dâng chè cho Hồng Bảo, nhưng Tĩnh Hảo giành lấy ăn chén chè đó, không ngờ trong chè có độc. Hiệu Nguyệt bị Phương Nhậm quả quyết là người đầu độc Hoàng tử nên bị Thái hoàng thái hậu phạt giam trong Phật đường viện Lý Thuận 
- Tập 7

Hoàng thượng bắc tuần trở về sớm hơn dự tính do nhận được tin phiến quân Chân Lạp và Xiêm La liên tục gây rối Trấn Tây thành. Ông nhanh chóng lập lại trật tự hậu cung, quyết điều tra chân tướng để giải oan cho bà vợ Hiệu Nguyệt mà ông hết mực thương yêu.
- Tập 8

Nhân Tuyên Thái hoàng thái hậu ra lệnh vả Hiệu Nguyệt 100 cái ngay trước cung Từ Thọ, do tội can dự chính sự. Đoàn Viên bày nên một vở kịch khiến cho Hoàng đế nghi ngờ Nhị giai Trinh phi. Đoàn Viên hạ sinh một Bà Chúa, tên là Thục Trang, hứa hẹn nhiều biến cố xoay quanh nhân vật này.
- Tập 9

Lương phi Đoàn Viên đột nhiên bị đau bụng khi đang trong cung của mình. Người trong cung lo lắng liền gọi thái y và phát hiện ra bà bị trúng độc, nghi do bị đầu độc. Điều đáng nói ở đây, sau khi Hoàng đế Thiệu Trị và Thái hoàng thái hậu yêu cầu điều tra kỹ thì phát hiện ra người đứng sau vụ đầu độc này là Lệnh phi Phương Nhậm. Cung tần này cũng vừa đầu độc Hoàng trưởng nữ là con gái của Thành phi nhưng không có bằng chứng xác thực. Ở một diễn biến khác, Phương Nhậm không phải là người đứng sau vụ đầu độc Đoàn Viên. Bà tự hỏi mình: “Tại sao ta đối xử tốt với nó như vậy, mà nó lại dám quay lưng cắn ta chứ?”. Bà đang nghi ngờ người đầu độc chính là Hoàng trưởng tử Hồng Bảo.
- Tập 10

Đức tần Tịnh Xuyên (NSƯT Ngọc Hiệp) từ khi mang long thai lại được thái y chẩn mạch phán thai quý nên được Hoàng thượng nuông chiều, được thế sinh kiêu. Bà ra mặt coi thường các phi tần khác, thậm chí ngạo mạn không hành lễ khi gặp Trinh Phi (NSND Hồng Vân). Với tính tình nóng nảy, Trinh phi đã không tiếc tay cho Đức tần hai bạt tai và bị Hoàng thượng quở trách. Đức tần sinh non, Hoàng tử lại được chẩn đoán mắc bệnh huyết tan bẩm sinh. Trẻ sơ sinh mắc chứng huyết tán sẽ dẫn đến suy tim, sức đề kháng yếu tổn hại thần kinh và không thể sống thọ. Tần Đức vì đột ngột sinh non nên sau này cũng không thể tiếp tục mang long thai. Thiệu Trị (NSƯT Thành Lộc) cho rằng đằng sau vụ việc chắc hẳn đã có kẻ ám hại, không muốn cho Hoàng tử ra đời. Ngài đã triệu người của Tôn nhân phủ cùng Thái y viện điều tra tường tận mọi việc. Các thái y kiểm tra lại tất cả các bã trà, bã thuốc và cả ngự thiện Đức tần dùng đều không phát hiện dấu hiệu khả nghi. Nhưng phấn sáp bà dùng lại có vấn đề. Cụ thể là trong chất son tần Đức sử dùng bị trộn thêm nhựa cây sương mộc. Cây sương mộc nếu dùng trên da sẽ gây hiện tượng nóng rát sưng bỏng đau đớn, nặng thì lở loét phát tán toàn thân, thai phụ hoàn toàn có phản ứng dẫn đến sinh non. Và người giao son cho Đức tần cũng là mẹ con Hồ thị. Hoàng đế biết chuyện đã cho bắt hai người lại, giao Tôn Nhân viện tra khảo. Ý Nhi vì nhìn mẹ bị dùng hình tra khảo đến sắp mất mạng mà đã nhắm mắt khai nhận. Sở dĩ Trinh Phi chuyển hướng nghi ngờ sang mẹ con Hồ thị vì bà đã biết kẻ ra tay hạ độc là tần Nhu. Đây chính là cái bẫy mà phi Trinh tính sẵn để dụ tần Nhu đi vào. Chuyện tuy chưa bại lộ nhưng Nhu tần đã bị cảnh cáo nên cẩn trọng mà nhận tội một mình nếu không muốn liên luỵ con trai ruột Hồng Truyền.

## Nhân vật

### Chính
| Nhân vật lịch sử                     | Diễn viên                           | Nhân vật trong phim             | Cư ngụ                            | Giới thiệu | Nguồn  |
| Hoàng đế Thiệu Trị                   | Nghệ sĩ ưu tú Thành Lộc             | Thiệu Trị Nguyễn Phúc Miên Tông | Phủ Trường Khánh → Điện Càn Thành | Trường Khánh công → Hoàng đế Thiệu Trị Người kế vị của Minh Mạng. | [ 24 ] |
| Phạm Thị Hằng (Nhất giai Quý phi)    | Hồng Đào                            | Phạm Hiệu Nguyệt                | Phủ Trường Khánh → Viện Lý Thuận  | Nguyên cơ Phủ thiếp → Cung tần → Nhị giai Thành phi → Nhất giai Quý phi → Từ Dụ Hoàng thái hậu Phi tần của Thiệu Trị. Được tôn làm Hoàng thái hậu sau khi Tự Đức lên ngôi. | [ 25 ] |
| Nguyễn Thị Nhậm (Nhất giai Lệnh phi) | Nghệ sĩ nhân dân Hồng Vân           | Nguyễn Phương Nhậm              | Phủ Trường Khánh → Viện Thuận Huy | Trắc cơ Phủ thiếp → Cung tần → Nhị giai Trinh phi → Nhất giai Lệnh phi Phi tần của Thiệu Trị.                                                                              | [ 26 ] |
| Võ Thị Viên (Nhất giai Lương phi)    | Nghệ sĩ ưu tú Tuyết Thu             | Võ Đoàn Viên                    | Phủ Trường Khánh → Viện Tần Trang | Thị cơ → Cung tần → Tam giai Lương tần → Nhất giai Lương phi Phi tần được sủng ái nhất của Thiệu Trị.                                                                      | [ 27 ] |
| Nguyễn Thị Xuyên (Nhị giai Thục phi) | Nghệ sĩ ưu tú Ngọc Hiệp             | Nguyễn Tịnh Xuyên               | Phủ Trường Khánh → Viện Đoan Huy  | Thị cơ → Cung tần → Tam giai Đức tần → Nhị giai Thục phi Phi tần của Thiệu Trị, em gái của Nhu tần Tịnh Yên.                                                               | [ 28 ] |
| Hoàng đế Tự Đức                      | Võ Minh Khải (thế vai cho Jun Phạm) | Nguyễn Phúc Hồng Nhậm           |                                   | Hoàng tử thứ 2 của Thiệu Trị, mẹ là Từ Dụ Thái hậu. Là người kế vị của Thiệu Trị.                                                                                          | [ 29 ] |

### Phụ
| Nhân vật lịch sử                        | Diễn viên                | Nhân vật trong phim | Cư ngụ                             | Chú thích | Nguồn  |
| Nhân Tuyên Hoàng thái hậu Trần Thị Đang | Nghệ sĩ ưu tú Lê Thiện   | Thái hoàng thái hậu | Cung Từ Thọ                        | Nhân Tuyên Hoàng Thái hậu → Nhân Tuyên Thái Hoàng Thái hậu Phi tần của Gia Long, mẹ của Minh Mạng và là bà nội của Thiệu Trị. | [ 30 ] |
| Nhất giai Hiền phi Ngô Thị Chính        | Nghệ sĩ ưu tú Minh Trang | Ngô Ngọc Kiều       | Điện Trinh Minh                    | Phi tần của Minh Mạng. Luôn mong muốn con mình là Miên Áo lên ngôi nhưng hoàng vị đã định cho Miên Tông (vua Thiệu Trị). Sau khi nhìn thấy bộ Phượng bào mà tiên đế để lại làm Hiền phi dấy lên tham vọng trở thành Hoàng thái phi rồi Hoàng thái hậu, nhưng bị Nhân Tuyên Thái hoàng thái hậu ngăn cản.                                              | [ 31 ] |
| Tam giai Trang tần Trần Thị Tuyến       |                          | Trang tần           |                                    | Phi tần của Minh Mạng. Xuất hiện ở tập 1, trong buổi bàn giao Lục thượng tại điện Trinh Minh. |        |
| Tứ giai Thục tần Nguyễn Thị Bảo         | Diễm Châu                | Nguyễn Diệp Bửu     | Diên Hy Đường → Phủ Tùng Quốc công | Tứ giai Thục tần → Lục giai Tiệp dư Phi tần của Minh Mạng. Bị giam trong Diên Hy đường, được Hiền phi Ngọc Kiều đưa ra. Sau theo lời Nhân Tuyên Thái hoàng mà vu cáo cho mẹ con Hiền phi âm mưu làm phản. | [ 32 ] |
| Tứ giai Huệ tần Trần Thị Huân           |                          | Huệ tần             |                                    | Phi tần của Minh Mạng. Xuất hiện ở tập 1, trong buổi bàn giao Lục thượng tại điện Trinh Minh; và ở tập 2, trong buổi dùng bữa tại điện Trinh Minh cùng các phi tần tiên triều. |        |
| Ngũ giai Lệ tần Nguyễn Thị Thúy Trúc    |                          | Lệ tần              |                                    | Phi tần của Minh Mạng. Xuất hiện ở tập 2, trong buổi dùng bữa tại điện Trinh Minh cùng các phi tần tiên triều. |        |
| Ngũ giai Hòa tần Nguyễn Thị Khuê        |                          | Hòa tần             |                                    | Phi tần của Minh Mạng. Xuất hiện ở tập 2, trong buổi dùng bữa tại điện Trinh Minh cùng các phi tần tiên triều. |        |
| Tam giai Quý tần Đinh Thị Hạnh          |                          | Đinh Dung Hạnh      | Phủ Trường Khánh                   | Thị cơ → Tam giai Quý tần (truy phong) Phi tần của Thiệu Trị. Mất trước khi Thiệu Trị đăng cơ. |        |
| Tam giai Thụy tần Trương Thị Thận       | Amy Lê Anh               | Trương Uyển Thận    | Phủ Trường Khánh → Viện Đoan Hòa   | Thị cơ → Cung tần → Tứ giai Huy tần → Tam giai Thụy tần Phi tần của Thiệu Trị. | [ 33 ] |
| Tam giai Đức tần Nguyễn Thị Huyên       | Như Phượng               | Nguyễn Thanh Huyền  | Phủ Trường Khánh → Viện Đoan Thuận | Thị cơ → Cung tần → Tứ giai Ý tần → Tam giai Đức tần Phi tần của Thiệu Trị. | [ 34 ] |
| Tứ giai Nhu tần Nguyễn Thị Yên          | Hằng Nguyễn              | Nguyễn Tịnh Yên     | Phủ Trường Khánh → Viện Đoan Huy   | Thị cơ → Cung tần → Tứ giai Nhu tần →Thất giai Quý nhân Phi tần của Thiệu Trị, chị gái của Thục phi Tịnh Xuyên. | [ 35 ] |
| Lệ Thiên Anh hoàng hậu Võ Thị Duyên     | Ngọc Xuyên               | Võ An Duyên         |                                    | Con gái của quan Đại thần Võ Xuân Cẩn. Sau khi vào cung vấn an Nhân Tuyên Thái Hoàng Thái Hậu, đã lọt vào mắt của Hồng Bảo. Sau khi trả sính lễ cầu hôn, Hồng Bảo bày mưu hãm hại Võ Xuân Cẩn. Sau được vua Thiệu Trị minh oan. Có cảm tình với Hồng Nhậm. Sau này, sẽ là Phủ thiếp của hoàng tử Hồng Nhậm, trở thành phi tần khi Hồng Nhậm lên ngôi. | [ 36 ] |

| Nhân vật lịch sử                          | Diễn viên                                  | Nhân vật trong phim   | Cư ngụ                              | Chú thích | Nguồn  |
| Phú Bình công Nguyễn Phúc Miên Áo         | Huỳnh Huy Hoàng                            | Nguyễn Phúc Miên Áo   | Phủ Phú Bình                        | Hoàng tử thứ 5 của Minh Mạng, mẹ là Hiền phi Ngọc Kiều. Bị vu cáo là làm phản nên phải chịu hình phạt lưu đày.                                               | [ 37 ] |
| Tùng Thiện vương Nguyễn Phúc Miên Thẩm    |                                            | Nguyễn Phúc Miên Thẩm | Phủ Tùng Thiện                      | Hoàng tử thứ 10 của Minh Mạng, mẹ là Thục tần Diệp Bửu. |        |
| Quảng Hóa Quận công Nguyễn Phúc Miên Uyển | Huy Huỳnh                                  | Nguyễn Phúc Miên Uyển |                                     | Hoàng tử thứ 60 của Minh Mạng, mẹ là Hiền phi Ngọc Kiều. Bị lưu đày như người anh Miên Áo.                                                                   | [ 21 ] |
| Thuận Lễ Công chúa Nguyễn Phúc Tĩnh Hòa   | Bảo Nghi                                   | Nguyễn Phúc Tĩnh Hòa  |                                     | Hoàng nữ thứ 34 của Minh Mạng, mẹ là Thục tần Diệp Bửu. Nhân Tuyên Thái hoàng đã giữ Tĩnh Hòa trong cung Từ Thọ để Diệp Bửu phải theo về phe của Nhân Tuyên. |        |
| An Phong công Nguyễn Phúc Hồng Bảo        | Trịnh Tú Trung                             | Nguyễn Phúc Hồng Bảo  | Phủ Trường Khánh → Cung Trường Ninh | Hoàng tử trưởng của Thiệu Trị, mẹ là Quý tần Dung Hạnh. Mẹ mất sớm, được Trắc cơ Phương Nhậm nuôi dưỡng.                                                     | [ 38 ] |
| Gia Hưng công Nguyễn Phúc Hồng Hưu        | Đinh Minh Quang (thế vai cho Võ Minh Khải) | Nguyễn Phúc Hồng Hưu  |                                     | Hoàng tử thứ 8 của Thiệu Trị, mẹ là Lương phi Đoàn Viên. |        |
| Diên Phúc Công chúa Nguyễn Phúc Tĩnh Hảo  | Hoàng Vân Anh                              | Nguyễn Phúc Tĩnh Hảo  | Viện Lý Thuận                       | Hoàng nữ trưởng của Thiệu Trị, mẹ là Từ Dụ Thái hậu, là chị ruột của hoàng tử Hồng Nhậm.                                                                     | [ 39 ] |
| An Thạnh Công chúa Nguyễn Phúc Nhàn Yên   | Ngọc Lan Vy                                | Nguyễn Phúc Nhàn Yên  | Viện Thuận Huy                      | Hoàng nữ thứ 2 của Thiệu Trị, mẹ là Lệnh phi Phương Nhậm. Nhàn Yên không được mẹ yêu quý.                                                                    | [ 40 ] |

| Nhân vật lịch sử       | Diễn viên             | Nhân vật trong phim | Chú thích | Nguồn  |
| Trương Đăng Quế        | Huỳnh Kiến An         | Trương Đăng Quế     | Đại thần dưới thời Thiệu Trị và Tự Đức. |        |
| Võ Xuân Cẩn            | Trọng Hiếu            | Võ Xuân Cẩn         | Cha của Lệ Thiên Anh hoàng hậu Võ Thị Duyên (Võ An Duyên). |        |
| Tạ Quang Cự            | Hoàng Tâm             | Tạ Quang Cự         | |        |
| Võ Văn Giải            | Bảo Cường             | Võ Văn Giải         | |        |
| Châu Phước Năng        | Long Nhật             | Chu Phước Năng      | Thái giám trong cung. Người đã cho Hiền phi Ngọc Kiều xem bộ phượng bào mà tiên đế tính dành cho bà. Bị ám sát. | [ 22 ] |
| Nhân vật hư cấu        | Nguyễn Nguyên Hoàng   | Ngô Thái y          | Quan lại trong Thái Y viện. |        |
| Nhân vật hư cấu        | Minh Nhí              | Lý Thắng            | Cung giám thân tín của vua Thiệu Trị. |        |
| Nhân vật hư cấu        | Minh Dũng             | Cung giám Đinh      | Cung giám thân cận của Nhân Tuyên Thái hoàng thái hậu. |        |
| Nhân vật hư cấu        | Trương Ngọc Quan      | Phan Văn Cầu        | Suất đội trưởng Cẩm y vệ. |        |
| Nhân vật hư cấu        | Lợi Trần              | Trương Ngọc Đai     | Cẩm y vệ ở viện Lý Thuận. Đánh nhau với tên thích khách Phi Mã Đôn, kẻ âm mưu sát hại hoàng nữ Tĩnh Hảo. |        |
| Nhân vật hư cấu        | Công Dũng             | Thái Lâm Toàn       | Phó Cai đội, con trai của Hình bộ Lang trung Thái Lâm Hải. |        |
| Nhân vật hư cấu        | Kim Đào               | Thị Anh             | Nữ quan, bị vu cáo lấy trộm nhân sâm nên bị đuổi khỏi cung. |        |
| Nhân vật hư cấu        | Trang Tuyền           | Hương Nhị           | Thị nữ ở viện Lý Thuận của Thành phi Hiệu Nguyệt. |        |
| Nhân vật hư cấu        | Sao Mai               | Thị Hoa             | Thị nữ ở viện Đoan Huy của Trinh phi Phương Nhậm. |        |
| Nhân vật hư cấu        | Helen Hồng Hân        | Thị Mơ              | Thị nữ ở viện Tần Trang của Lương phi Đoàn Viên. |        |
| Nhân vật hư cấu        | Huỳnh Ân              | Thị Mây             | Thị nữ ở viện Tần Trang của Lương phi Đoàn Viên. |        |
| Cung nhân Hồ Thị Ý Nhi | Đoàn Thanh Phượng     | Hồ Ý Nhi            | Vốn là cung nữ ở ban Tiên Quế, được mẹ là Hồ thị đưa vào. Sau khi mẹ mất, được Hiệu Nguyệt cưu mang nhận làm thị nữ ở viện Lý Thuận. Về sau, được vua sủng hạnh. | [ 41 ] |
| Nhân vật hư cấu        | Nguyễn Trần Khánh Vân | Hà Thị              | | [ 42 ] |
| Nhân vật hư cấu        | Việt Trang            | Thị Vân             | Thị nữ ở viện Đoan Huy của Thục phi Tịnh Xuyên và Nhu tần Tịnh Yên. |        |
| Nhân vật hư cấu        | Lâm Duyên             | Thị Liễu            | Thị nữ của Minh Mạng, được Thiệu Trị tra hỏi về cái chết của cha mình, sau đó bị Nhân Tuyên Hoàng thái hậu cho người truy sát. |        |
| Nhân vật hư cấu        | Lâm Hiếu Ngọc         | Mụ Liên             | Thị nữ thân cận của Hiền phi Ngô Ngọc Kiều. |        |
| Nhân vật hư cấu        | Dương Yến Nhi         | Thị Loan            | Vốn là nữ quan ở viện Thượng Y, được Trắc cơ Phương Nhậm cử sang làm ở viện Thượng Diên, nơi Nguyên cơ Hiệu Nguyệt coi giữ. Là người hạ độc hoàng nữ Tĩnh Hảo, sau vì chịu ơn mà đưa thuốc giải cho cung tần Đoàn Viên. Do chịu không nổi đòn tra khảo mà cắn lưỡi tự sát. Là vợ của thích khách Phi Mã Đôn. | [ 43 ] |
| Nhân vật hư cấu        | Phượng Hằng           | Hồ Thị              | Mẹ của thị nữ Hồ Ý Nhi, vốn là người ở ban Tiên Quế, bị vua Thiệu Trị nghi là hạ độc hai mẹ con Tịnh Xuyên, bị đưa đến Hình bộ tra khảo, do không chịu được nhục hình nên mất. |        |

## Kĩ thuật
Phim được quay chủ yếu tại phim trường ở Long An (chỉ quay minh họa, trailer, teaser trong Đại nội).
- Âm thanh: Minh Hà
- Cố vấn: Lê Văn Lan, Vũ Kim Lộc
- Phục trang: Công ty Ỷ Vân Hiên

### Nhạc nền
| Phần 1 | Phần 1                    | Phần 1         | Phần 1        | Phần 1            | Phần 1     |
| STT    | Nhan đề                   | Phổ lời        | Phổ nhạc      | Thể hiện          | Thời lượng |
| ------ | ------------------------- | -------------- | ------------- | ----------------- | ---------- |
| 1.     | "Phượng khấu" ()          | Jang Nguyễn    | Jang Nguyễn   | Jang Nguyễn       |            |
| 2.     | "Ngô đồng" ()             | Huỳnh Tuấn Anh | Jang Nguyễn   | Nguyễn Hồng Nhung |            |
| 3.     | "Đã từng là chúng ta" (3) | Shynn D        | Shynn D       | Jun Phạm          |            |
| 4.     | "Sương nằm trong lá" ()   | Huỳnh Tuấn Anh | Hứa Kim Tuyền | Văn Mai Hương     |            |
| 5.     | "Hoàng hoa" ()            | Minh Hà        | Mai Thanh Duy | Long Nhật         |            |
| 6.     | "Đóa tóc hương say" ()    | Huỳnh Tuấn Anh | Minh Hà       | Hồ Quỳnh Hương    |            |
| 7.     | "Dương Nga" ()            | Huỳnh Tuấn Anh | Jang Nguyễn   | Jang Nguyễn       |            |

## Hậu trường

### Kiện tụng
- Diễn viên Như Phượng tố giác nhà sản xuất

Nữ diễn viên Như Phượng, người đóng vai Thanh Huyền - phi tần của vua Thiệu Trị trong phim Phượng Khấu đã gửi đơn kiện nhà sản xuất phim là công ty TNHH Đầu tư và Truyền thông Đại Dương (Ocean Company) do đạo diễn Huỳnh Tuấn Anh làm giám đốc lên Toà án Nhân dân quận 3, Thành phố Hồ Chí Minh vì cho rằng công ty Đại Dương không trả thù lao diễn cho cô.
Nữ diễn viên tố cáo cho đến nay, công ty Đại Dương vẫn chưa chi trả thù lao diễn xuất cho cô là 10 triệu đồng mặc dù phim đã đóng máy từ ngày 20 tháng 1 năm 2020. Cô còn yêu cầu được trả lại số tiền 200 triệu đồng đã đầu tư cho phim để có thêm vai diễn cho mình như lời hứa hẹn của nhà sản xuất phim.
Trước lời tố cáo, đoàn phim Phượng Khấu khẳng định không bán vai cho diễn viên Như Phượng. Ngoài ra, ekip đã hoàn thành những điều khoản nêu trong hợp đồng với diễn viên Như Phượng như: Cho bà Như Phượng diễn xuất trong vòng 1 tháng, quảng bá hình ảnh của cô trên trang truyền thông của phim. Chưa kể, ekip muốn kiện diễn viên Như Phượng vì bỏ quay gây ảnh hưởng nghiêm trọng đến đoàn phim.
- Nhà sản xuất kiện ngược diễn viên Như Phượng

Nhà sản xuất phim cho rằng hợp đồng được kí kết giữa diễn viên Như Phượng và đạo diễn Huỳnh Tuấn Anh gồm các thỏa thuận:
1. Hợp đồng diễn viên phim truyện kí với diễn viên Như Phượng, thù lao 10 triệu đồng.
2. Hợp đồng tài trợ trị giá 300 triệu đồng kí với công ty TNHH Tái chế rác Sơn Hùng do đại diện pháp nhân là ông Trần Văn Sơn, chồng của diễn viên Như Phượng kí kết.[51]

Đại diện đạo diễn Huỳnh Tuấn Anh quyết định kiện ngược lại diễn viên Như Phượng vì diễn viên Như Phượng còn nợ 100 triệu đồng và cô đã vi phạm rất nghiêm trọng về việc là 1 diễn viên nhưng lại tự ý bỏ quay, làm thiệt hại kinh tế rất lớn cho đoàn phim trong 2 ngày quay phim.

## Đánh giá của người xem
Từ khi ra mắt, phim của đạo diễn Huỳnh Tuấn Anh mắc nhiều điểm trừ. Anh Nguyễn Phong Việt - người nhiều năm làm phát hành phim - đánh giá cao sự dũng cảm của ê-kíp khi chọn đề tài lịch sử nhưng nhận xét kịch bản thiếu điểm nhấn, câu chuyện diễn biến khá chậm. Phim lồng ghép một số chuyện về thích khách hoặc kẻ phóng hỏa nhằm tạo kịch tính. Tuy nhiên, những đoạn này hầu như "gãy" về cảm xúc với phần dàn dựng theo kiểu ước lệ. Cảnh hỏa hoạn ở tập ba chỉ được mô tả sơ sài bằng hình ảnh người trong cung chạy qua lại.
Số đông khán giả nhận xét hình ảnh kỹ xảo của Phượng khấu thiếu thuyết phục và thẩm mỹ. Nhiều cảnh phim gây cảm giác giả, lộ rõ việc diễn viên ghi hình trên phông xanh và ghép với khung cảnh được vẽ hoàn toàn bằng 3D phía sau. Ở một cảnh phim trong tập 2, đoàn phim để sót chi tiết một viên quan đứng trên phông xanh. Về sau, chi tiết này được cắt bỏ đi. Trong cảnh Hoàng đế Thiệu Trị đăng cơ, hình ảnh để lộ việc sử dụng kỹ xảo nhân số người trên khung hình, để từ vài diễn viên đóng vai quan lại tạo ra khung hình cả trăm vị quan bái lạy nhà Vua.
Thể hiện của dàn sao chưa đồng đều. Một số điểm sáng là nghệ sĩ Minh Trang trong vai Hiền phi nhiều bi kịch, hay Lê Thiện hóa thân thành Thái hoàng thái hậu uy quyền. Vai chính của Hồng Đào có biểu cảm tốt nhưng hơi hụt cảm xúc do được lồng tiếng. NSƯT Thành Lộc (vai vua Thiệu Trị), NSND Hồng Vân (vai bà phi Phương Nhậm) tròn vai dù vẫn bị ảnh hưởng bởi lối diễn sân khấu. Ngoài ra, dàn diễn viên lớn tuổi khiến phim mất sức hấp dẫn của dòng cung đấu. Lối diễn thiên kịch, nhả thoại quá chậm, nhấn trọng âm nhiều và ngắt một câu thành nhiều vế khiến khán giả mệt mỏi. Lối nhả thoại này cũng khiến mạch phim bị kéo chậm, lê thê ở những tình tiết có thể xử lý nhanh hơn. Điều mấu chốt tạo nên sự lôi cuốn của bất kỳ bộ phim nào là kịch bản và cách xây dựng nhân vật thì Phượng Khấu chưa thuyết phục được người xem. Năm tập phim trôi qua khá rời rạc khi mỗi tập dường như “nhấn” vào một nhân vật để giới thiệu lẫn dự báo tính cách mỗi người, kèm theo đó là mưu đồ tranh đoạt nhưng lại chưa tới nơi tới chốn. Một Hiền phi - đệ nhất sủng phi của Minh Mạng (NSƯT Minh Trang) tham vọng ngôi vị, dám xông vào nơi Vua Thiệu Trị đang ngự triều để đòi tấn phong Hoàng thái phi chỉ với bộ phượng bào “làm chứng” trong khi chẳng có di chiếu tiên đế.
Trong khi đó, nhóm diễn viên phụ đóng gượng hoặc cường điệu quá mức. Ở cảnh Hiền phi bị tố cáo trong tập bốn, phản ứng của các quan và Hoàng tử thiếu tự nhiên. Trong tập 11, trích đoạn Tịnh Yên (Hằng Nguyễn) thú tội không ấn tượng do diễn viên biểu cảm còn yếu. Một số cảnh nặng tính kể lể, giải thích bằng lời khiến người đóng bộc lộ điểm yếu đài từ, cách nhấn nhá chữ. Cách chèn nhạc nền khá mạnh vào mỗi lần nhân vật có biến chuyển hay sắp nói điều quan trọng áp đặt cảm xúc người xem.